# سنجاب زمینی وایومینگ
سنجاب زمینی وایومینگ (نام علمی: Urocitellus elegans) نام یک گونه از سرده سنجاب‌های زمینی تمام‌شمالی است.